# Jacob Möhlman
Jacob Svensson Möhlman, född 2 januari 1685 i Stockholm, död 28 november 1761 där, var en svensk brukspatron och boksamlare.
Jacob Möhlman var son till brukspatronen Sven Björnsson Möhlman. Han blev student vid Uppsala universitet 1699 och var en tid auskultant i Svea hovrätt. 1729 ärvde han efter morbrodern Adam Leijel Hammarby bruk i Nora landsförsamling, vars drift han sedan ledde, trots att han mestadels var bosatt i Stockholm. Möhlman var en beläst man och hans bibliotek omfattande svensk och utländsk litteratur torde ha varit ett av de värdefullaste och största i privat ägo vid denna tid. Efter hans död såldes en del av det på auktion i Stockholm 1769–1770. Återstoden ärvdes av landshövding Jakob Ludvig von Schantz, som flyttade samlingen till Götarsvik. Där påträffades den av Nils Gabriel Djurklou som köpte den för en obetydlig summa. Tack vare en donation från uppfinnaren John Ericsson kunde Kungliga Biblioteket 1886 införskaffa samlingen.
Möhlman adlades 1719 och slöt själv sin ätt.